# بروتی فری
بروتی فری (به انگلیسی: Broughty Ferry) یک شهرک در اسکاتلند است که در داندی واقع شده‌است. بروتی فری ۱۳٬۱۵۵ نفر جمعیت دارد.